# 天津地铁10号线
天津地铁10号线是天津地铁的运营线路之一。线路大致成东北至西南走向，代表色是■黄绿色。一期工程于台站至屿东城站於2022年11月18日建成开通。

## 概要
10号线是城市东南半环的外部填充线，一期工程线路西起西青区于台站，通过出入段线与车辆段衔接，之后线路折向东北，下穿辛院村地块与外环线后，向东敷设进入丽江道，沿丽江道地道南侧敷设，下穿分别下穿津港运河、李港铁路、卫津河、紫金山路后进入珠江道，沿珠江道向东敷设，微山路车站出站后，线路逐渐转为上下重叠形式，沿既有地铁1号线高架桥北侧敷设，在既有车站东侧设财经大学站与1号线进行换乘，之后线路继续沿珠江道向东敷设，左转至柳林路并向北敷设，之后在海河双柳隧道东侧敷设与其并行下穿海河，进入天钢柳林地区，线路继续沿沙柳南路路中敷设，下穿津京城际预留线、津秦铁路、京山铁路，沿沙柳北路敷设，在卫国道北侧设屿东城站与地铁2号线换乘，北至河东区屿东城站。线路主要经过梅江居住区、小海地、天钢柳林地区、张贵庄地区、太阳城居住区等客流集散点。
一期工程线路长21.18km，共设车站21座，均为地下站，在西青区设置梨园头车辆段一处，占地约37公顷，设两座主变电所，新建解放南路主变电所1座，改建2号线沙柳路主变电所1座，新建牵引变电所9座，与中心城区其他轨道交通线路共用地铁3号线华苑车辆段内线网控制中心。

## 历史
- 2014年6月17日，10号线工程开始招标[3]；
- 2015年9月7日，10号线一期项目进行环境评价公示[4]；
- 2018年9月1日，龙涵道站主体顶板完成首封底，为10号线首个完成顶板浇筑施工的车站[5]；
- 2018年10月23日，龙图道站主体结构底板封底[6]。
- 2022年1月3日，天津地铁10号线一期工程全线隧道洞通[7]。
- 2022年3月20日，天津地铁10号线一期工程全线短轨贯通[8]。
- 2022年3月28日，天津地铁10号线一期工程全线长轨贯通。
- 2022年4月20日，天津地铁10号线一期工程环宇道站至友谊南路站区间热滑试验完成[9]。
- 2022年5月18日，天津地铁10号线一期工程全线车通（冷滑和热滑试验完成）[10]。
- 2022年6月15日，天津地铁10号线一期工程进入空载试运行阶段[11]。
- 2022年11月10日，天津地铁10号线一期试乘活动正式开启[12]。
- 2022年11月18日，天津地铁10号线一期开通运营[13]。
- 2022年11月26日，因疫情影响，于台站、瑶环路站及昌凌路站暂停运营，10号线运营区间调整为丽江道-屿东城
- 2022年12月1日，于台站、瑶环路站及昌凌路站恢复运营

## 车站
10号线一期工程共设21座车站，均为地下站。

### 换乘站

#### 已投入使用
- 昌凌路站：换乘5号线。5号线建设时预留站厅换乘通道，为通道换乘。
- 友谊南路站：经左江道站出站换乘6号线。两站在10号线开通之日起提供站外换线联程功能。
- 财经大学站：换乘1号线。因1号线为高架车站，为建设换乘通道改造了北侧出入口。
- 环宇道站：换乘11号线。两线统一建设，为L型站台垂直换乘。
- 龙涵道站：经一号桥站出站换乘9号线。两站在10号线开通之日起提供站外换线联程功能。
- 沙柳南路站：换乘4号线。两线一同施工，10号线可通过楼梯垂直换乘4号线。
- 屿东城站：换乘2号线。2号线建设时已做预留，为站台垂直换乘。

#### 将会成为换乘站的车站
- 丽江道站：换乘7号线。10号线建设时预留站厅换乘通道，为通道换乘。
- 南珠桥站：换乘8号线。10号线建设时已在站台预留换乘节点，预计为垂直换乘。

### 车站概况
| 站名[1↑] | 所在地          | 启用日期       | 换乘线路[2↑]        | 车站形式         | 开门方向          |
| --- | --------------- | -------------- | ------------------- | ---------------- | ----------------- |
| 天津地铁10号线 |                 |                |                     |                  |                   |
| 于台 | 西青区          | 2022年11月18日 |                     | 地下岛式站台     | 左侧              |
| 瑶环路 | 西青区          | 2022年11月18日 |                     | 地下岛式站台     | 左侧              |
| 昌凌路 | 西青区          | 2022年11月18日 | █ 5号线             | 地下岛式站台     | 左侧              |
| 丽江道 | 西青区          | 2022年11月18日 | █ 7号线             | 地下岛式站台     | 左侧              |
| 江湾二支路 | 西青区          | 2022年11月18日 |                     | 地下岛式站台     | 左侧              |
| 友谊南路 | 河西区          | 2022年11月18日 | █ 6号线：左江道[3↑] | 地下岛式站台     | 左侧              |
| 南珠桥 | 河西区          | 2022年11月18日 | █ 8号线             | 地下岛式站台     | 左侧              |
| 春海路 | 河西区          | 2022年11月18日 |                     | 地下岛式站台     | 左侧              |
| 玛钢厂 | 河西区          | 2022年11月18日 |                     | 地下岛式站台     | 左侧              |
| 微山路 | 河西区          | 2022年11月18日 |                     | 地下岛式站台     | 左侧              |
| 财经大学 | 河西区          | 2022年11月18日 | █ 1号线             | 地下侧式叠式月台 | 上行右侧 下行左侧 |
| 柳林路 | 河西区          | 2022年11月18日 |                     | 地下岛式站台     | 左侧              |
| 环宇道 | 东丽区          | 2022年11月18日 | █ 11号线            | 地下岛式站台     | 左侧              |
| 龙涵道 | 河东区          | 2022年11月18日 | █ 9号线：一号桥[3↑] | 地下岛式站台     | 左侧              |
| 金贸产业园 | 河东区          | 2022年11月18日 |                     | 地下岛式站台     | 左侧              |
| 方山道 | 东丽区          | 2022年11月18日 |                     | 地下岛式站台     | 左侧              |
| 沙柳南路 | 东丽区          | 2022年11月18日 | █ 4号线             | 地下侧式站台     | 右侧              |
| 万山道 | 东丽区          | 2022年11月18日 |                     | 地下岛式站台     | 左侧              |
| 香山道 | 东丽区 / 河东区 | 2022年11月18日 |                     | 地下岛式站台     | 左侧              |
| 崂山道 | 河东区          | 2022年11月18日 |                     | 地下岛式站台     | 左侧              |
| 屿东城 | 河东区          | 2022年11月18日 | █ 2号线             | 地下岛式站台     | 左侧              |
| 注释 |                 |                |                     |                  |                   |
| 1↑ 斜体标示的车站，尚未启用。 2↑ 斜体标示的换乘，尚未启用。 3↑ 站外换线联程，在不更换乘车介质的情况下30分钟内可减一元。 |                 |                |                     |                  |                   |
| 论 编 |                 |                |                     |                  |                   |

## 车辆

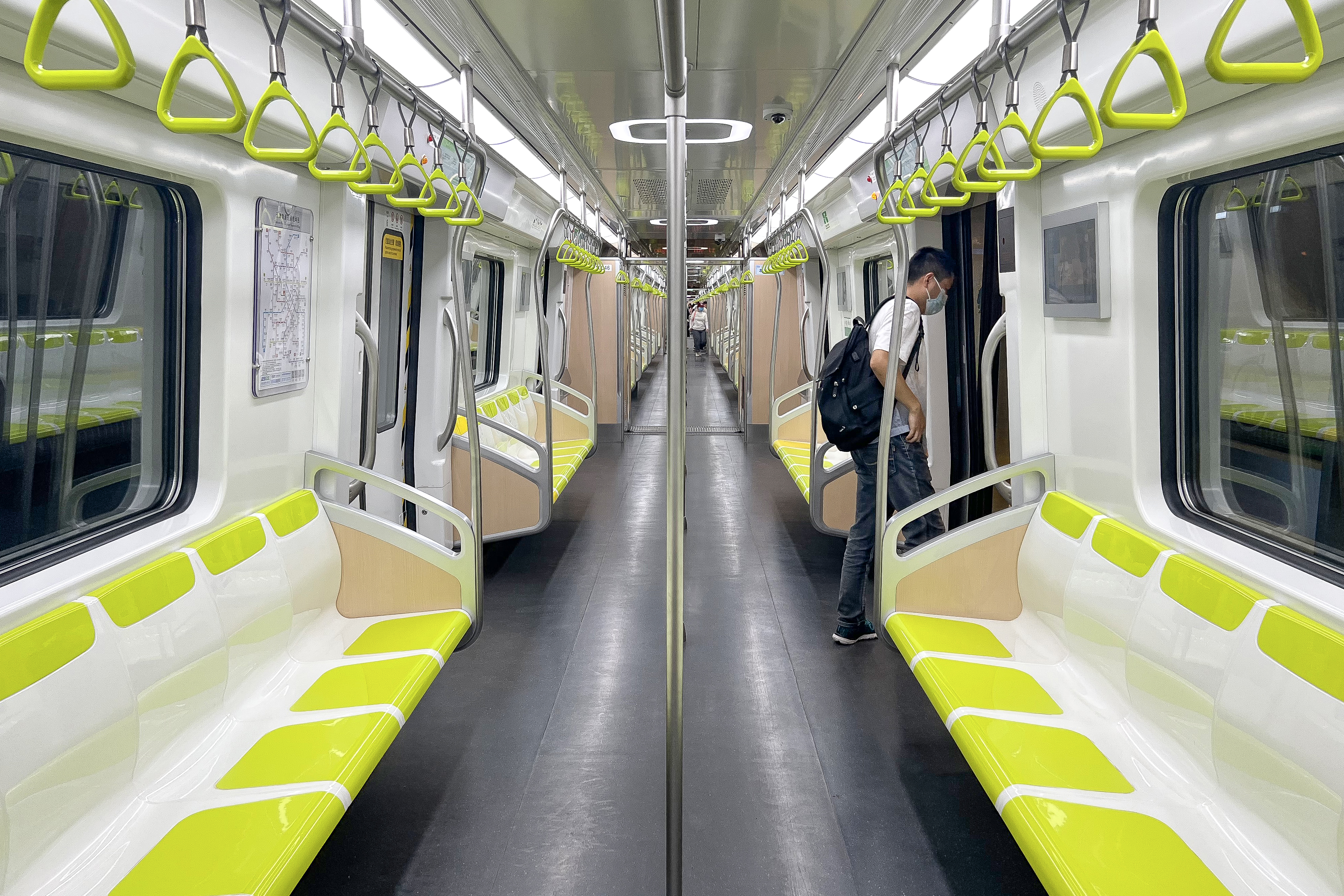
10号线车厢内部

10号线采用B型车，列车最高运行速度为80km/h，平均旅行速度为35km/h。初期、近期、远期均采用6辆编组，列车总长118.32米，编组形式为
|                   | 天津地铁10号线车辆编组 |  |
|                   |                        |  |
| +Tc-Mp-M*M-Mp-Tc+ |                        |  |

其中，Tc为带司机室的拖车，车长19.6米，Mp为带受电弓的动车，M为不带受电弓的动车，车长19米，+为全自动车钩，-为半永久车钩，*为半自动车钩。
- 制造商：中车青岛四方机车车辆

## 未来发展

### 延伸梨园头车辆段工程
2020年4月，天津轨道交通集团有限公司公布《天津市城市轨道交通建设规划调整（2020-2025）环境影响报告书（征求意见稿）》，规划建设延伸10号线梨园头车辆段工程，南延北起于台站，终至车辆段站，线路全长约1.32km，设站1座。

### 北延段
10号线屿东城站将预留延伸条件，未来可继续往北延伸，到达南淀站。10号线一期北延段工程全长3.325千米，全部为地下线路，共设置地下车站2座。
2023年8月24日，预计先期建设的屿东城站至鲁山道站段开展环评第一次公示。